# Jane Joseph
Jane Marian Joseph (Londres, 31 de mayo de 1894-Londres, 9 de marzo de 1929) fue una compositora, arreglista y profesora de música inglesa. Fue alumna y posteriormente asociada del compositor Gustav Holst, y estuvo muy interesada en la organización y gestión de varios de los festivales de música que este patrocinó. Muchas de sus obras fueron compuestas para actuar en estos festivales y ocasiones similares. Su temprana muerte, que impidió la plena realización de su talento, fue considerada por sus contemporáneos como una considerable pérdida para la música inglesa.
Holst observó por primera vez el potencial de Joseph cuando le enseñaba composición en la escuela St Paul's Girls' School. Comenzó a trabajar como su copista en 1914, cuando él componía Los planetas, siendo su especial responsabilidad la preparación de la partitura para el movimiento «Neptuno». Continuó ayudando a Holst con transcripciones, arreglos y traducciones, y fue su libretista para el ballet coral The Golden Goose. Durante su corta vida profesional se convirtió en miembro activo de la Society of Women Musicians, fue la principal impulsora del primer festival de competición musical de Kensington y ayudó a fundar la Sociedad Coral Kensington. También enseñó música en la escuela femenina, donde la hija de Holst, Imogen, fue una de sus alumnas, y se convirtió en una figura principal en la vida musical de Morley College.
Muchas de las obras compuestas por Joseph nunca fueron publicadas y se han perdido. De las publicadas, dos de sus primeras piezas cortas para orquesta, Morris Dance y Bergamask, obtuvieron considerables elogios de la crítica, aunque ninguna de ellas pasó a formar parte del repertorio orquestal general. Dos obras corales, A Festival Venite y A Hymn for Whitsuntide, fueron admiradas durante su vida, pero rara vez se interpretaron después. Su carol «A Little Childe There is Ibore» fue considerado por Holst como uno de los mejores de su clase. En las ocho décadas posteriores a su muerte no hubo grabaciones comerciales de la música de Joseph, pero sí hubo algunas transmisiones ocasionales.

## Biografía

### Antecedentes familiares y primera infancia
Jane Joseph nació el 31 de mayo de 1894 en el barrio de Notting Hill, en el municipio de Kensington (Londres), en el seno de una próspera familia judía. Su padre, George Solomon Joseph (1844-1917), un abogado en el bufete familiar, se había casado con Henrietta, de soltera Franklin (1861-1938) en 1880. Jane era su cuarta hija; la menor de sus tres hermanos era siete años mayor que ella. George Joseph tenía un profundo interés en la música que transmitió a sus hijos; dos de ellos, Frank (1881-1944) y Edwin (1887-1975), se convirtieron en músicos de cuerda competentes, mientras que Jane aprendió piano (hizo su primera prueba a los siete años) y, más tarde, contrabajo. Con el tiempo, los hijos de Frank, con Jane y sus amigos, formaron la base de la orquesta «Josephs orchestra» que ofreció conciertos en la casa de Frank durante muchos años.

### St Paul's Girls' School y Gustav Holst

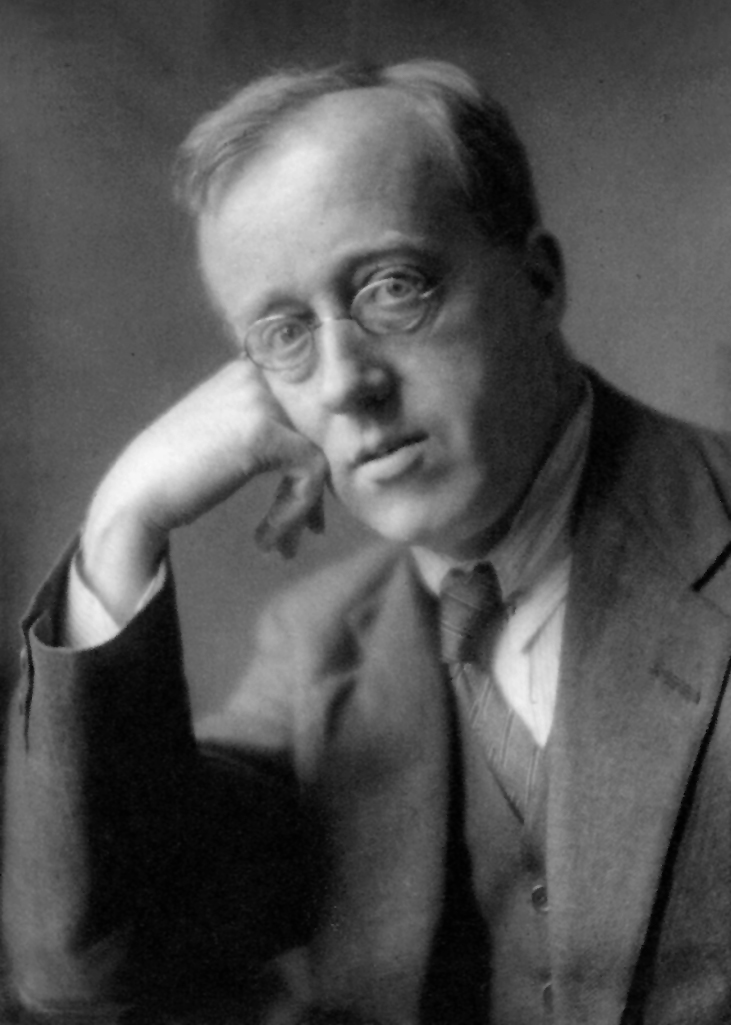
Gustav Holst en 1921

En 1909 Joseph ganó una beca para la escuela St Paul's Girls' School (SPGS) en Hammersmith. La escuela había abierto sus puertas en 1904, como una ramificación de la ya establecida St Paul's School para niños. Su directora, Frances Ralph Gray, era una figura formidable con puntos de vista tradicionales sobre la educación femenina, que, sin embargo, proporcionaba un ambiente de aprendizaje animado y variado en el que Joseph sobresalía. Aparte de sus éxitos académicos, Joseph tocó el contrabajo en la orquesta de la escuela, dio una aclamada interpretación para piano del concierto en re menor para teclado de Bach, comenzó a componer y ganó un premio por lectura a primera vista. Durante su estancia en la escuela compuso «The Carrion Crow», una canción que en 1914 se convirtió en su primer trabajo publicado. Fuera de la música apoyó a la Sociedad Literaria de la escuela, donde presentó trabajos sobre Charlotte Brontë y Samuel Taylor Coleridge. También logró honores en los exámenes de la Royal Drawing Society.
Entre los profesores de música del SPGS, el más importante en términos de su desarrollo musical, Joseph encontró al compositor emergente Gustav Holst, entonces poco conocido, el cual le enseñó composición. Después de dejar la Royal College of Music en 1898, Holst se había ganado la vida como organista y como trombonista en varias orquestas, mientras esperaba el reconocimiento de la crítica como compositor. En 1903 renunció a sus actuaciones con la orquesta para concentrarse en la composición, pero se dio cuenta de que necesitaba un ingreso regular. Se convirtió en profesor de música, inicialmente en la James Allen's Girls' School en Dulwich; en 1905 Adine O'Neill, exalumna de Clara Schumann, quien enseñaba piano en SPGS, lo recomendó a Frances Gray. Primero fue designado para enseñar canto a tiempo parcial y más tarde amplió sus actividades para abarcar el currículo musical más amplio de la escuela, incluyendo la realización y la composición. Según el compositor Alan Gibbs, Joseph rápidamente quedó encantada con Holst y adoptó sus principios como propios. Holst la describió más tarde como la mejor alumna que había tenido: «Desde el principio mostró una actitud mental individual y un afán de absorber todo lo que era bello».

### Estudiante, escriba y maestra (1913-1918)

#### Girton

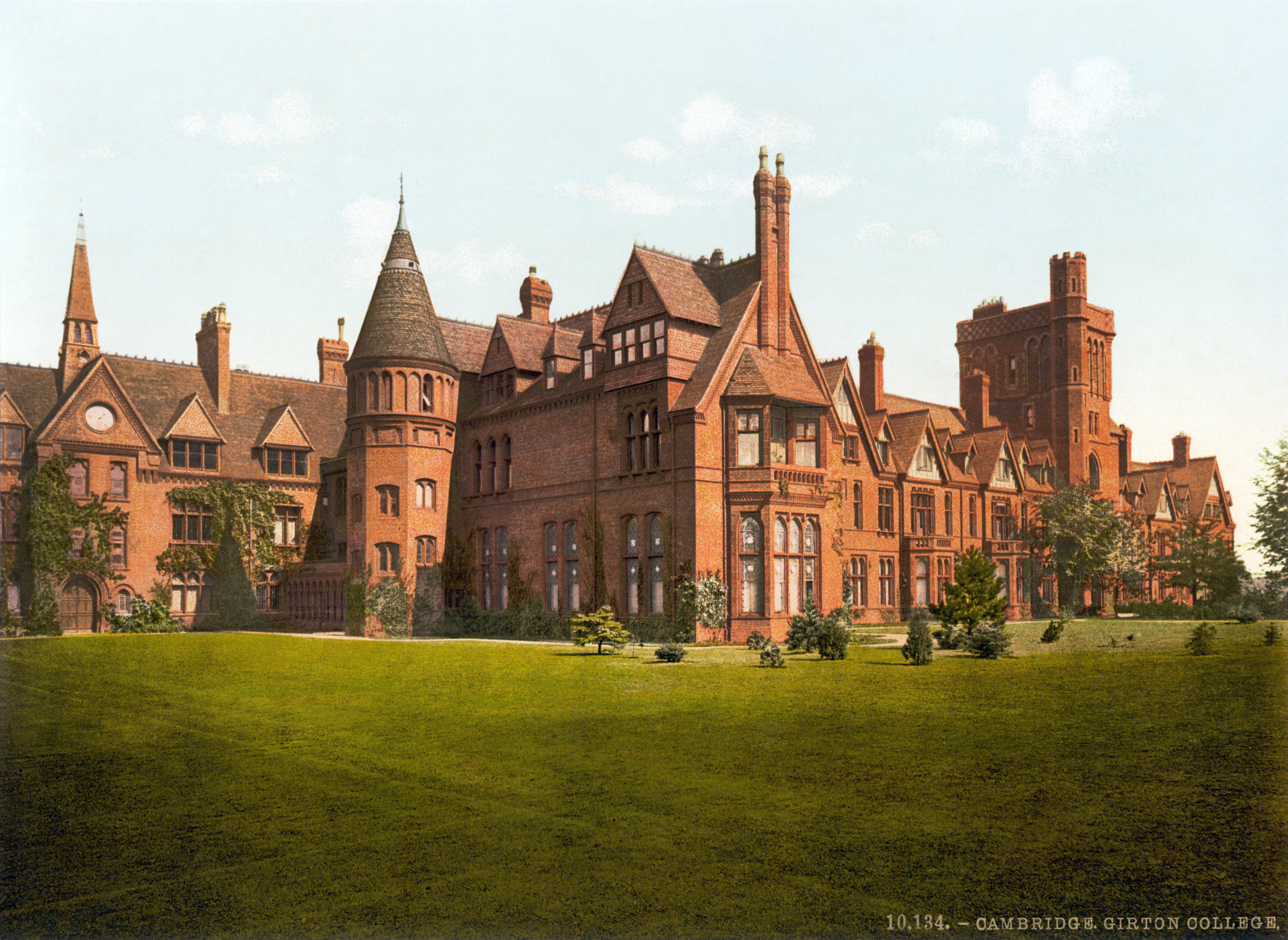
Girton College (Cambridge) a principios del

En otoño de 1913, a la edad de 19 años, Joseph comenzó a estudiar clásicos en Girton College (Cambridge). En ese momento, bajo las regulaciones de la Universidad de Cambridge que no fueron completamente derogadas hasta 1948, las mujeres no eran elegibles para recibir títulos, aunque sí podían presentarse a los exámenes de grado, en el caso de Joseph el Classical Tripos. Pronto encontró en la vida de la universidad muchas cosas que la desviaron de sus estudios regulares: el debate, el teatro y, sobre todo, la música. En su primer período se convirtió en contrabajista de la orquesta Cambridge University Musical Society, bajo la dirección de Cyril Rootham. También cantó alto en el coro de la sociedad, y pudo haber participado en una actuación de Berlioz, La damnation de Faust, que fue elogiada en la Cambridge Review del 17 de junio de 1914. Durante las vacaciones, continuó sus estudios de composición con Holst; en 1916 se publicó su «Wassail Song», una pieza complementaria de «The Carrion Crow». En Girton escribió música complementaria para una interpretación de la obra en verso de William Butler Yeats, The Countess Cathleen, en la que interpretó el papel del Primer Dragón.
A partir de 1915, la asociación de Joseph con Holst se hizo más estrecha. Sobrecargado por sus deberes de profesor y otros compromisos, Holst necesitó ayuda para organizar su música para su publicación e interpretación y utilizó a un grupo de jóvenes voluntarias —sus «escribas»— para hacer copias en limpio de sus partituras, escribir partes instrumentales o vocales o preparar arreglos para el piano. En 1915 el compositor estaba trabajando en su obra más grande y conocida, la suite orquestal Los planetas, e invitó a Joseph, en sus vacaciones, a unirse a sus escribas. Entre ellas se encontraban Vally Lasker, profesora de piano de la SPGS, y Nora Day, que había sido alumna en la escuela con Joseph y que desde 1913 había estado enseñando allí. La tarea principal de Joseph para Los planetas fue copiar el movimiento «Neptuno», del cual casi todo el manuscrito original está escrito por su mano. Durante el resto de su carrera se mantuvo como una de las copistas más regulares de Holst, y llegó a confiar en ella más que en cualquier otra. Su compromiso con las actividades musicales en Girton, combinado con su trabajo para Holst, tuvo un efecto adverso en sus estudios. En los exámenes de Tripos Clásicos de 1916 se le otorgó solamente un pase de Clase III, un resultado decepcionante debidamente anotado en su testimonio de despedida de la universidad.

#### Inicio de su carrera
Cuando Joseph dejó Girton, la Primera Guerra Mundial estaba en un estado crítico; la Batalla del Somme había comenzado el 1 de julio de 1916. Joseph quería ayudar en el esfuerzo bélico y después de considerar el trabajo de campo o en una fábrica de municiones, se dedicó a la asistencia social a tiempo parcial en Islington. En el otoño de 1916 comenzó a enseñar en Eothen, una pequeña escuela privada para niñas en Caterham, fundada y dirigida por las señoritas Catharine y Winifred Pye. En 1917, la hija de diez años de Holst, Imogen, comenzó la escuela; pronto, bajo la dirección de Joseph, la joven alumna compuso su propia música. Joseph amplió sus propias actividades musicales uniéndose a la orquesta del Morley College, donde Holst era el director musical y donde su hermano Edwin había tocado el violonchelo antes de la guerra. Al principio tocaba el contrabajo, pero después tomó clases de trompa, posiblemente de Adolf Borsdorf; más tarde, en muy poco tiempo, aprendió ella misma la parte de timbales para un concierto de verano. En 1918 fue miembro del comité de Morley que el 9 de marzo organizó y produjo una ópera burlesca, English Opera as She is Wrote, en el que se parodiaron en escenas sucesivas los estilos de ópera inglesa, italiana, alemana, francesa y rusa. La actuación fue un gran éxito y se repitió en varios lugares. Pudo haber inspirado a Holst para utilizar la parodia en su propia ópera, The Perfect Fool, que comenzó a componer en 1918. En su tiempo libre Joseph fundó y dirigió un coro para niñeras de Kensington, quienes participaron en concursos de canto locales como «Linden Singers».

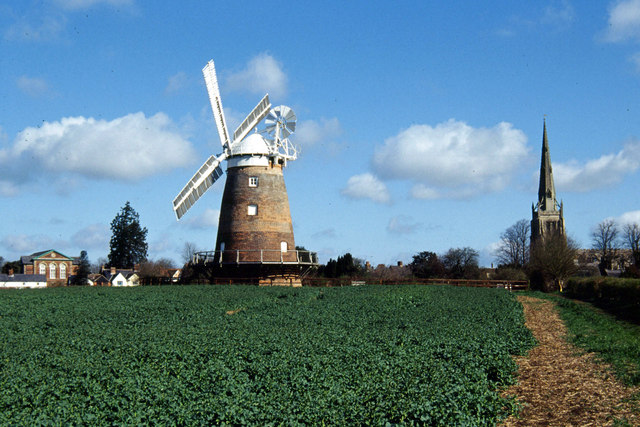
Thaxted (Essex), escenario de los festivales de música de Whitsun 1916-1918

Joseph incrementó sus compromisos de enseñanza a menudo sustituyendo a Holst, tanto en James Allen's como en SPGS. También continuó en su papel de copista del compositor y fue invitada a asistir al estreno privado de Los planetas, el 29 de septiembre de 1918 en el Queen's Hall, donde Adrian Boult dirigió la orquesta. Ella más tarde escribió: «Desde el momento de “Marte” (...) hasta el último sonido de “Neptuno”, fue algo grande que nos durará toda la vida, creo». Fue capaz de aprovechar su educación clásica en Girton cuando ayudó a traducir la obra apócrifa Los Hechos de Juan del griego original, para proporcionar el texto para el Hymn of Jesus de Holst (1917); para la misma obra preparó una partitura vocal y un arreglo para piano, cuerdas y órgano. Ella y Holst se unieron para producir una versión de voces femeninas (dos sopranos y una alto) para Mass for Three Voices de William Byrd, y Joseph trabajó sola para producir un acompañamiento orquestal para Sing Aloud with Gladness de Samuel Wesley. Esta última obra fue preparada para el festival musical de Pentecostés de 1917, uno de una serie de festivales anuales que Holst planeó, primero en su ciudad natal de Thaxted, y en años posteriores en diversos lugares incluyendo Dulwich, Chichester y Canterbury. Joseph se convirtió en una figura clave en estos festivales, como organizadora, intérprete y compositora. En Thaxted en 1918, se interpretaron dos de sus composiciones: Hymn, para voces femeninas (ahora perdido), y una pieza orquestal, Barbara Noel's Morris, que escribió para conmemorar su amistad con la hija de Conrad Noel, vicario de Thaxted.
Los años 1917 y 1918 también trajeron tristeza personal. El 22 de octubre de 1917, el padre de Joseph murió de un ataque al corazón. El 27 de mayo del año siguiente, justo después del festival de Pentecostés, su hermano William murió en combate en el Frente Occidental; en septiembre, Edwin resultó gravemente herido en la última ofensiva aliada de la guerra. En su monografía sobre la vida y la música de Joseph, el compositor Alan Gibbs escribió que «no hay ningún indicio en las cartas de Jane sobre el efecto que estos acontecimientos tuvieron en ella». Gibbs cita a Duff Cooper, quien escribió sobre aquellos tiempos: «si lloramos —como hemos llorado— lloramos en secreto».

### Profesora, facilitadora y compositora (1918-1928)

#### Años de posguerra

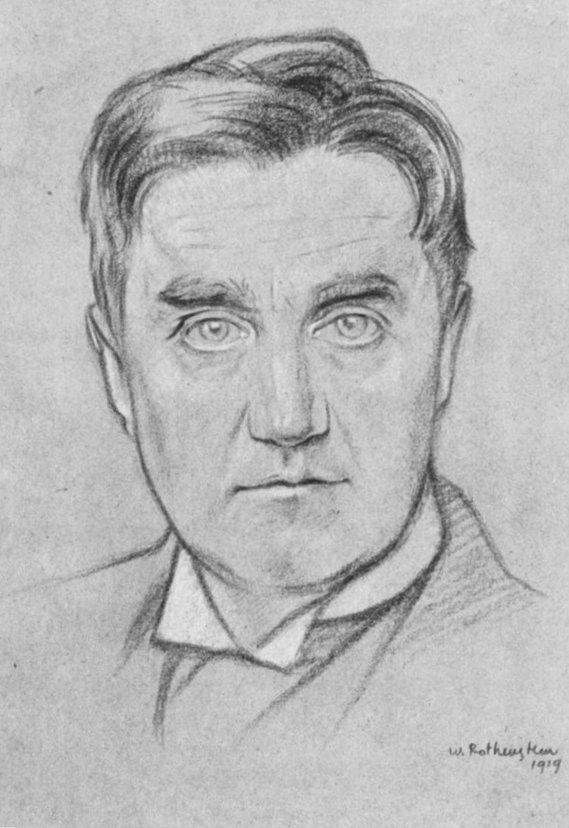
Ralph Vaughan Williams, un crítico apreciativo de las primeras composiciones de Joseph

En 1919, buscando consolidar su carrera musical, Joseph se unió a la Society of Women Musicians (SWM), fundada en 1911 por la violinista y musicóloga Marion Scott y otras para promover los intereses de las mujeres en la música. Scott era conocida de Joseph, tras haber sido concertina de la orquesta Morley. Joseph se convirtió en miembro del Comité Sectorial de Compositoras de la SWM y ocasionalmente dio conferencias a la sociedad sobre temas como «La necesidad de experiencia práctica para las compositoras» y «La compositora como alumna». En el verano de 1919 recibió clases de dirección de Adrian Boult, a quien describió como «el hombre más ineficaz que nunca había conocido». El propósito de las clases era permitirle dirigir su trabajo orquestal Bergamask, que fue interpretado en el Coliseum Theatre bajo un esquema ideado por Oswald Stoll para mostrar la nueva música británica. En ese mismo verano conoció a Ralph Vaughan Williams, un amigo cercano de Holst. Ella le tocó algo de su música, probablemente una reducción para piano de Bergamask y lo describió como «un crítico muy apreciativo».
A finales de 1918, Holst le pidió a Joseph que le diera un libreto para su ópera The Perfect Fool, creyendo que ella podría poseer el toque ligero que él creía que le faltaba a su propia escritura. No está claro si ella se negó, o si Holst cambió de opinión, pero finalmente escribió el texto él mismo. Joseph, sin embargo, escribió la historia para un ballet basado en la música de Holst The Sneezing Charm; el ballet, titulado A Magic Hour, se presentó en Morley en octubre de 1920. Mientras tanto, las obras de Joseph estaban siendo interpretadas en conciertos de la SWM: dos canciones, probablemente de su ciclo Mirage, en enero de 1920, y algunos de sus arreglos de los poemas de Walter de la Mare en diciembre.
En Eothen, Joseph continuó supervisando la educación musical de Imogen Holst, aspectos que anteriormente le habían causado cierta preocupación al compositor. En una carta a su esposa fechada en febrero de 1919, escrita cuando estaba sirviendo como organizador musical de la Asociación Cristiana de Jóvenes para las tropas británicas emplazadas en el Mediterráneo Oriental, Holst informó que «he recibido una carta muy amable y sabia de Jane acerca de Imogen». Cualquier asunto que había preocupado a Holst se resolvió satisfactoriamente y Joseph se convirtió en la profesora de teoría de Imogen: «La teoría con Jane es “excelente”», dijo entusiasmada la joven alumna. En el verano de 1920, con la ayuda de Joseph, Imogen concibió y compuso una «Danza de ninfas y pastores» que se representó en la escuela el 9 de julio. A principios de 1921, Imogen comenzó en SPGS; antes de convertirse en residente de Bute House (una de las residencias de la escuela para alumnas), se alojó en la casa de la familia Joseph.
Los festivales de Pentecostés, suspendidos durante la ausencia de Holst, se reanudaron en Dulwich en 1920. La participación de Joseph en este evento no está registrada, pero ella hizo una importante contribución a las celebraciones de los años siguientes, que comenzaron junto al Támesis en Isleworth y concluyeron el lunes de Pentecostés en SPGS en los jardines de Bute House. Para las celebraciones del lunes, Joseph ideó una presentación de la semiópera de Purcell de 1690, Dioclesian. Al escribir sobre el evento después de la muerte de Joseph, Holst recordó que ella había urdido la música de Purcell y el texto de Thomas Betterton, ambos descuidados durante mucho tiempo, «en un delicioso desfile al aire libre basado en un cuento de hadas, completado con princesa perdida, dragón y héroe principesco». No satisfecha con la planificación de todos los aspectos de la actuación al aire libre, Joseph preparó una versión interior del espectáculo, en caso de que el clima así lo exigiera. La producción fue un gran éxito y se repitió ese verano en Hyde Park y, en octubre de 1921, en el teatro Old Vic. A lo largo de esta considerable tarea organizativa, Holst escribió: «Jane dio el mínimo de preocupación a cada persona interesada dándose a sí misma el máximo de trabajo duro y previsión».

#### Cúspide de su carrera

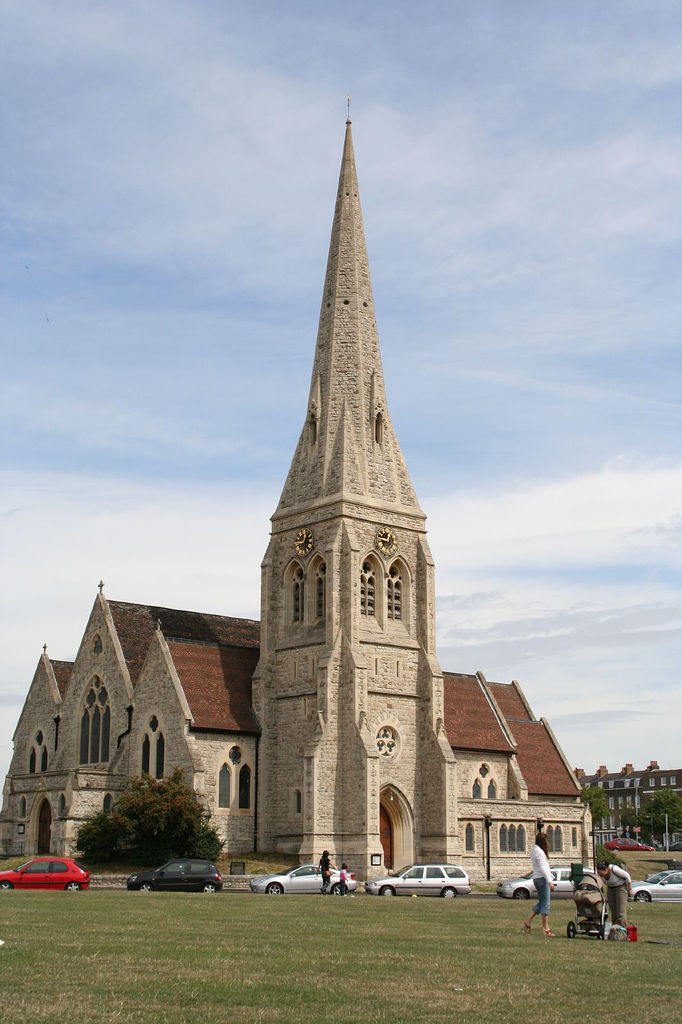
All Saints, Blackheath, sede del festival de Whitsun de 1922 (fotografía de 2007)

En noviembre de 1921, Joseph organizó los efectivos de Morley para realizar un desfile a gran escala, celebrando el bicentenario de la iglesia de St Martin-in-the-Fields. Laurence Housman escribió el texto y la música, dirigida por Holst, la tomaron del repertorio de Morley. En el año siguiente se confirmó el creciente reconocimiento de Joseph como compositora cuando sus Seven Two-Part Songs fueron interpretados en un concierto de la SWM que incluyó obras de Ethel Smyth y otras mujeres compositoras. Dos de las obras de Joseph, A Hymn for Whitsuntide y A Festival Venite fueron presentadas durante el festival de Pentecostés de 1922 en la iglesia de All Saints (Blackheath), con Holst como director. Después del estreno de Venite, Joseph escribió amigablemente a Holst: «¿Crees por un momento que cualquier otro director de orquesta se mete en problemas así? Si lo haces, estás muy equivocado». El Venite fue interpretado el 13 de junio de 1923 en el Queen's Hall, por el coro filarmónico bajo la dirección de Charles Kennedy Scott; la crítica de The Spectator lo consideraba una «adición muy notable a la música británica moderna». En medio de sus trabajos de composición y otras actividades, Joseph encontró tiempo en 1922, para organizar el primer festival de competición musical de Kensington, y para orquestar muchas de las canciones de la competición. Con el tiempo, este festival se convirtió en un importante evento anual en Kensington; Vaughan Williams fue uno de los jueces. El 12 de octubre de 1922, en el 50 cumpleaños de Vaughan Williams, Joseph organizó un coro para un espectáculo sorpresa a primera hora de la mañana en el jardín del compositor con una canción que ella había escrito para celebrar la ocasión.
Ya en 1919, Joseph había escrito a su hermano Edwin expresándole su preocupación por la salud de Holst. Cuando Holst renunció a sus deberes en Morley College, después de un empeoramiento físico en 1923, Joseph le escribió una carta de apoyo felicitándole por su decisión que le permitiría concentrarse en la composición. Los años siguientes fueron particularmente fructíferos para Holst y Joseph le ayudó en muchas de las obras que produjo entre 1924 y 1928. Ella le ayudó a preparar la partitura para su Choral Symphony, por lo que él le presentó sus bocetos originales como gesto de gratitud. Junto con Lasker y Day, ella trabajó en la preparación de las partituras vocales y completas para la ópera At the Boar's Head, y asistió a los ensayos en marzo de 1925. Después del estreno de la ópera el 3 de abril, escribió a Holst con comentarios ligeramente críticos sobre algunos de los cantantes, aunque con elogios para el director de orquesta, el joven Malcolm Sargent. Cuando Holst compuso una breve pieza coral para celebrar el vigesimoprimer aniversario de la Oriana Madrigal Society, Joseph proporcionó unas palabras que reflejaban cómicamente los métodos de trabajo del director de orquesta, Kennedy Scott; el trabajo fue muy apreciado por el coro. En ese mismo año, en 1925, ayudó a fundar la Kensington Choral Society. En esa época, la casa de Joseph en Kensington, donde vivió toda su vida, se estaba convirtiendo en un reconocido lugar de encuentro musical; un visitante recordó haber conocido allí a Vaughan Williams, a Boult y al arpista Sidonie Goossens, entre otros.

### Enfermedad y muerte
La obra principal del festival de Pentecostés de 1928 celebrado en Canterbury fue un drama religioso, The Coming of Christ, encargado por el entonces deán de Canterbury George Bell y escrito por John Masefield. Holst proporcionó la música complementaria. En una fotografía descrita por Gibbs, tomada a los organizadores e intérpretes del festival, Joseph está sentada entre Holst y la señora Bell, «más alta que cualquiera de las dos, una mujer de aspecto eficiente de unos treinta y tantos años, claramente de cierta importancia para el festival». Este fue el último festival de Pentecostés de Joseph. A finales de año su salud empezó a empeorar; hay una mención en el diario de Holst del 29 de noviembre de 1928 donde se menciona «concierto de Jane 8.15», pero no se da ninguna indicación de si ella era la intérprete. En febrero de 1929 pagó la cantidad final que debía al fabricante de pianos Bechstein por el nuevo piano para Morley, por el cual había estado recaudando fondos desde 1926. El 9 de marzo de 1929, Joseph murió en su casa, en Kensington, de una insuficiencia renal. Después de un funeral privado, fue enterrada en el cementerio judío de Willesden.

## Música
Gran parte de la música de Joseph la escribió para interpretaciones en eventos modestos realizadas por artistas aficionados. Como tal, nunca fue publicada y a lo largo de los años muchas obras se han perdido. Gibbs cree que según las obras publicadas y otras pocas que sobreviven, sitúan a Joseph en la categoría de compositores ingleses «progresistas». Aunque sus primeras composiciones fueron principalmente canciones, demostró sus habilidades tempranas como compositora de orquesta. Gibbs encuentra en sus dos piezas cortas, Morris Dance (1917) (originalmente Barbara Noel's Morris) y Bergamask (1919), de tres y cinco minutos respectivamente, una «buena sensación para el sonido orquestal». En Morris Dance añadió chispas de un glockenspiel, mientras que Bergamask tiene un aire festivo italiano. El escritor musical Philip Scowcroft elogió el dominio de Joseph de las considerables fuerzas orquestales requeridas para Morris Dance, mientras que el compositor Havergal Brian, contemporáneo de Holst, encontró que Bergamask es «estimulante» y «prometedora». Gibbs sugiere que estas dos obras presagian los últimos ballets corales de Holst, y comenta: «Que estas piezas despreocupadas no hayan encontrado un lugar permanente en el repertorio es desafortunado».
En el ciclo de canciones de 1921 de Joseph, Mirage, (cinco canciones con acompañamiento de cuarteto de cuerdas), es evidente una influencia de Holst junto a su propio y distintivo estilo compositivo. Gibbs destaca la primera del ciclo, «Song», que inicialmente se hace eco de «To Varuna» de los himnos Rig Veda de Holst, pero que evoluciona en «una creación diferente, que se distingue por su propia escritura de cuarteto despejada en la que la viola tiene un papel especial que desempeñar». La canción final, «Echo», tiene tanto en común con Brahms como con Holst. El Festival Venite de Joseph de 1922 es un ejemplo de su uso del modo dórico moderno (una escala ascendente desde re al siguiente re en las teclas blancas del piano), que se convirtió en una característica de algunas de sus obras posteriores. Scowcroft y Gibbs señalan las influencias Tudor en la Venite, en la que también, dice Gibbs, «se siente la influencia agradable de Vaughan Williams en la melodía y la armonía». La partitura de orquesta para esta obra se perdió, pero se ha ideado un acompañamiento de órgano. La coral no acompañada de Joseph Hymn for Whitsuntide también utiliza el modo dórico en lo que Holst describió como un «pequeño motete impecable»; esta fue la primera obra de Joseph que fue retransmitida, en 1968. La obra Short String Quartet en la menor fue interpretada por el Winifred Smith Quartet en diciembre de 1922 y fue aceptada para su publicación por J.B. Cramer and Co. Sin embargo, no fue publicada y posteriormente desapareció.
El carol de Joseph «A Little Childe There is Ibore», es el arreglo de un poema del siglo XV para tres voces femeninas y piano o cuerdas. Holst lo consideró «el mejor de los muchos villancicos de Jane, y quizás el más difícil de interpretar». Escrito en compases alternos de cinco y siete tiempos, fue elogiado por Brian por su originalidad. Finalmente, fue transmitido por la BBC el 21 de diciembre de 1995. Brian fue también un admirador de las muchas piezas didácticas para piano de Joseph: «agradablemente simples y sin complicaciones». Estas fueron publicadas entre 1920 y 1925; Gibbs escribió que estas piezas «se centran en aspectos técnicos en contextos armoniosos y a menudo modales», con excursiones ocasionales a otras formas como chacona y rondó.

## Legado
Holst estaba en Venecia cuando le llegó la noticia de la muerte de Joseph; aunque Imogen registró que la recibió estoicamente, él estaba íntimamente devastado. Imogen escribió que Joseph «se acercó a su ideal de pensamiento y sentimiento claros». En su propio homenaje, Holst llamó la atención sobre la «infinita capacidad [de Joseph] para hacer esfuerzos que es una genialidad». No se celebró festival de Pentecostés en 1929, pero a principios de julio, en una producción al aire libre de The Golden Goose de Holst en el castillo de Warwick, se interpretó una actuación especial de su St Paul's Suite en memoria de Joseph. El 5 de diciembre de 1929, en un festival de competición musical, Vaughan Williams dirigió el coro tocando el Hymn for Whitsuntide de Joseph, mientras el público estaba de pie para rendir homenaje. El mismo himno se tocó en el primer festival de Pentecostés en Chichester en mayo de 1930. En julio de 1931 Holst incluyó su música en un concierto que dirigió en Catedral de Chichester, junto a obras de William Byrd, Thomas Weelkes] y Vaughan Williams. En el transcurso de los años siguientes, las obras de Joseph fueron interpretadas en conciertos y eventos organizados por el Morley College, el SWM, el SPGS y la Sociedad de Danza Folclórica Inglesa. En Eothen se estableció un premio conmemorativo «Jane Joseph Memorial Prize» y se otorgaron becas de música en su nombre en Eothen y la St Paul's Girls' School.
Una amistad que expresó su tristeza personal al enterarse de la muerte de Joseph reveló otro aspecto de su carácter: «Inglaterra no será la misma sin Jane. Era terriblemente difícil de conocer y horriblemente solitaria, pensé, a pesar de todas sus amistades —¿no lo crees?— pero no puedo imaginarme la música sin ella».